# Реннер, Теобальд
Теобальд Реннер (1779, Бремен — 1850, Йена) — доктор медицины, профессор ветеринарных наук Московского университета.

## Биография
Медицинское образование получил в Медико-хирургической коллегии и в ветеринарной школе в Берлине и по окончании её курса решил попробовать счастья на русской службе. Собираясь в Россию, он обратился письменно к графу Ф. В. Ростопчину и просил его покровительства. В 1802 году Реннер приехал в Россию и получил место ветеринарного врача на конском заводе графа Ростопчина, причем попутно занялся частной ветеринарной практикой; на том же заводе графа он пробыл, однако, очень недолго и перешёл ветеринарным же врачом на службу при Московской полиции.
В 1808 году, пользуясь покровительством своих соотечественников — академика Н. Фусса и профессора М. Бартельса, который написал о нём, со слов немецких учёных, С. Я. Румовскому как о пользующемся уважением в Москве, — Реннер выступил кандидатом на свободную кафедру скотолечения в Казанском университете. Также через посредство Фусса его рекомендовал Г. И. Фишер фон Вальдгейм, президент Общества испытателей природы. В письме к попечителю Реннер писал, что несмотря на основную специальность посвящает своё время медицинским и физическим наукам. Читать лекции он собирался на латыни или по-французски. Для получения этой должности Реннер представил небольшой труд по практической ветеринарии «Les observations sur l’epizootie de l’année 1805». 5 августа 1808 года, благодаря рекомендации названных профессоров и после довольно неопределённых отзывов о его работе профессоров К. Ф. Фукса и И. О. Брауна, которым было поручено просмотреть её, Реннер был назначен экстраординарным профессором скотолечения в Казанском университете. Однако он не поехал в Казань, находя деятельность практического ветеринарного врача в Москве более выгодной, чем профессура Казанского университета; не желая в то же время отказываться от профессорского жалованья, он в течение целого года, под разными предлогами, отсрочивал своё прибытие к новому месту службы и только в ноябре 1809 года послал Румовскому окончательный отказ от кафедры и 23 декабря того же года получил отставку. Н. П. Загоскин и Н. Булич, исследуя историю Казанского университета, назвали назначение Реннера неудачным.
Оставшись в Москве и продолжая службу ветеринарным врачом Московской полиции, Реннер посещал, в качестве вольнослушателя, лекции профессоров медицинского факультета Московского университета и изучал медицинские и физические науки; это ему было очень легко сделать, так как он состоял членом-основателем Императорского Общества испытателей природы. В 1810 году, защитив диссертацию, Реннер получил степень доктора медицины, а в следующем году получил кафедру экстраординарного профессора ветеринарных наук в Московском университете. Преподавал он на латинском языке историю скотоврачебной науки, анатомию и физиологию домашних животных.
Преподавательская деятельность Реннера продолжалась недолго. В 1812 году, во время нашествия французов, он был назначен полковым врачом и с русскими войсками был отправлен за границу. Оттуда Реннер уже не вернулся, так как получил в 1816 году кафедру сравнительной анатомии в Йенском университете и был назначен директором вновь учреждённого Ветеринарного института при этом университете. Здесь он и умер 7 или 9 марта 1850 года.

## Научная деятельность
Реннер написал следующие научные труды: «Dissertatio inauguralis cogitata quaedam circa hydrophobiae naturam», Москва. 1810; «Les observations sur l’epizootie de l’année 1805» — «Mémoires de la Société des sciences naturelles de Moscou», Москва. 1811 г.; «De clementia in animalia domestica multas eorum morbas avertente», Москва. 1812 г., речь; «Wörterbuch Tierarzneikunde», Weimar. 1830—1832 гг.; «Über die Erkenntniss der Hundswut», Iena. 1844 г.; «Abhandlungen für Pferdeliebhaber und Tierärzte», Iena. Bd. I, 1844 г.

## Семья
Т. Реннер приходился двоюродным братом К. Ф. Реннеру, профессору прикладной математики Казанского университета.